# یلوه زمینی
یلوه زمینی (نام علمی: Mesitornithidae) نام یک تیره از راسته یلوه‌زمینی‌سانان است.